# Admete
En la mitología griega, Admete (Ἀδμήτη) era hija de Euristeo, rey de Argólida, en Micenas. Euristeo mandó a Hércules que, en su noveno trabajo, le trajese el cinturón de Hipólita para regalárselo a su hija.
Admete fue sacerdotisa de la Hera argiva. Cuando su padre murió, huyó de Argos a Samos llevándose la imagen de la diosa consigo. En una ocasión unos piratas intentaron robar la imagen, pero como les fue imposible zarpar por falta de viento, quedó claro que la diosa deseaba quedarse donde estaba. Desde entonces en Samos se celebraba una fiesta conmemorando la fecha.